# Get Hip Records
Get Hip Records — независимый музыкальный лейбл и дистрибьютор в Питсбурге, США, основанный Грегом Костеличем, Майком Костеличем и Биллом Вон Хагеном (участники группы The Cynics) в 1985 году. На лейбле выпускались записи группы The Cynics, а также записи других локальных независимых, чаще всего гаражных рок-групп. С момента основания, на лейбл было подписано множество музыкальных коллективов со всего мира. Get Hip также создали серию The Get Hip Archive Series, посвящённую исключительно переизданию записей классических гаражных и рок’н’ролл коллективов 1950-х и 1960-х.

## Группы
На Get Hip выпускался материал следующих групп:
| - Donovan's Brain - Fantastic Dee-Jays - Gals Panic - Gore Gore Girls - Man or Astro-Man? - Mondo Topless - New Bomb Turks - Surf Trio - The Beat - The Black Hollies - The Irving Klaws - Thee Headcoatees | - The Cynics - The Fleshtones - The Gories - The Last Vegas - The Miracle Workers - Mod Fun - The Paybacks - The Stems - Turbonegro - Frantic Flattops - The PRIESTS |

## Активные группы
Сейчас лейбл работает со следующими коллективами:

— Authorities

— Aviation Blondes

— Breakup Society

— The Cynics

— Dt’S

— Los Exlosivos

— Highschool Sweethearts

— Mond Topless

— Mullens

— Nervebreakers

— Paul Collins Beat

— Rainy Day Saints

— Sir Finks

— Ugly Beats

## Список литературы
1. ↑  Get Hip Records Official Website — About,  Архивная копия от 25 марта 2011 на Wayback Machine.

## Дополнительные ссылки
- Официальный сайт Get Hip Records